# Чепурин, Александр Васильевич
Алекса́ндр Васи́льевич Чепу́рин (20 сентября 1952) — российский дипломат. Чрезвычайный и полномочный посол (2014).

## Биография
В 1975 году окончил Московский государственный институт международных отношений (МГИМО) МИД СССР. Владеет английским, французским и итальянским языками. Кандидат политических наук.
С 1975 года работал на различных дипломатических должностях в центральном аппарате Министерства иностранных дел и за рубежом.
- В 1994—1996 годах — директор Департамента кадров МИД России.
- С 25 ноября 1996 по 15 декабря 1999 года — чрезвычайный и полномочный посол Российской Федерации в Королевстве Дания[1][2].
- В 2000—2005 годах — заместитель директора Четвёртого департамента стран СНГ МИД России.
- С ноября 2005 по 26 сентября 2012 года — директор Департамента по работе с соотечественниками за рубежом МИД России.
- С 26 сентября 2012 по 10 июня 2019 года — чрезвычайный и полномочный посол Российской Федерации в Республике Сербия[3][4].

## Награды
- Орден Горчакова II степени (2007)
- Медаль «За содействие» Федеральной службы войск национальной гвардии Российской Федерации
- Орден Дружбы (14 октября 2012)[5]
- Медаль «В память 850-летия Москвы» (1996)[6]
- Почётный работник Министерства иностранных дел Российской Федерации (2007)
- Орден Святого царя Константина Сербской православной церкви (2013)
- Орден Сербского флага II степени (2017, Сербия)[7]
- Медаль Ордена Русской Православной Церкви преподобного Сергия Радонежского (2014).
- Орден св. Феодора Вршацского (2015)[8]
- Почётный доктор наук «Альфа БК Университета» (2016)[9]
- Награда сербского Фонда братьев Карич (12 июня 2019)
- Орден Святого Саввы второй степени (25 июня 2019)

## Дипломатический ранг
- Чрезвычайный и полномочный посланник 2 класса (24 января 1994)[10]
- Чрезвычайный и полномочный посланник 1 класса (18 сентября 1996)[11].
- Чрезвычайный и полномочный посол (4 июля 2014)[12].

## Публикации
Чепурин А. В. Политика Российской Федерации в отношении зарубежных соотечественников. М.: Восток-Запад, 2009